# Karol Basiński
Karol Basiński, ps. Kuba (ur. 1 listopada 1888 w Kielcach, zm. 19 lipca 1919 w Kijowie) – działacz Polskiej Organizacji Wojskowej, żołnierz I Korpusu Polskiego w Rosji, kawaler Orderu Virtuti Militari.

## Życiorys
Syn Antoniego (1856–1931), lekarza wojskowego, i Roberty z Możdżeńskich (ur. 1869). Był bratem Antoniego, chemika. Uczęszczał do gimnazjum męskiego w Częstochowie, po ukończeniu którego studiował historię na Uniwersytecie Jana Kazimierza we Lwowie. Od 1906 członek Polskiej Partii Socjalistycznej, a w 1907 skazany za nielegalną działalność kolportażową na kilka miesięcy więzienia. Członek Związku Walki Czynnej od 1908. W latach 1910–1912 odbył w armii rosyjskiej zasadniczą służbę wojskową. Od sierpnia 1914 działacz Polskiej Organizacji Wojskowej na terenie Rosji. Od 1917 służył w I Korpusie Polskim pod dowództwem generała Józefa Dowbor-Muśnickiego. 22 maja 1918 uczestniczył w aresztowaniu generała. W maju 1918 po rozwiązaniu korpusu kontynuował w POW na terenie Kijowa tajną działalność. Zginął w Kijowie, rozstrzelany 21 lipca 1919 przez bolszewików. W 1922 za działalność w POW odznaczony pośmiertnie Krzyżem Srebrnym Orderu Wojskowego Virtuti Militari. Rodziny nie założył.

## Ordery i odznaczenia
- Krzyż Srebrny Orderu Wojskowego Virtuti Militari nr 7825 – pośmiertnie, 17 maja 1922 „za czyny w byłej POW na Wschodzie (KN III)”[4][1]
- Krzyż Niepodległości – pośmiertnie, 23 grudnia 1933[5]